# فیلیز آکین
سونا فیلیز آکین (به ترکی استانبولی: Suna Filiz Akın) (زاده ۲ ژانویهٔ ۱۹۴۳ – درگذشته ۲۱ مارس ۲۰۲۵) مدل و بازیگر اهل ترکیه بود. او در سینمای ایران با نام «نازی» معروف بود.
فیلیز آکین در ۲۱ مارس ۲۰۲۵، در سن ۸۲ سالگی درگذشت.

## فیلم‌شناسی

### بازیگری در ایران
1. اسیر (۱۳۵۱)
2. این گروه زبل (۱۳۵۰)
3. دختر فراری (۱۳۵۰)
4. شوفر خوشگله (۱۳۵۰)
5. ماه پیشونی (۱۳۵۰)
6. جیب‌بر خوشگله (۱۳۴۸)
7. بازی عشق (۱۳۴۷)